# Uurhok
Een uurhok is in Nederland een vierkant gebied van 5 × 5 km, gekenmerkt door de coördinaten van de zuidwestelijke hoek, opgegeven in Rijksdriehoekscoördinaten (Amersfoortcoördinaten).
Uurhokken en de kleinere maar analoog gedefinieerde kilometerhokken worden gebruikt voor het in kaart brengen van de biodiversiteit van een gebied en voor het maken van verspreidingskaarten van dier- en plantensoorten.